# Ждановских, Олег Александрович
Олег Александрович Ждановских (1972—2001) — старший лейтенант Министерства внутренних дел Российской Федерации, участник антитеррористических операций в период Второй чеченской войны, погиб при исполнении служебных обязанностей, кавалер ордена Мужества (посмертно).

## Биография
Родился 27 ноября 1972 года в посёлке Карпушиха Кировградского горсовета Свердловской области.
Окончил среднюю школу № 3, после чего поступил на учёбу в Невьянский механический техникум (ныне — Уральский горнозаводской колледж имени Демидовых). По его окончании работал физоргом.
В начале 1990-х годов проходил срочную службу в рядах Вооружённых Сил Российской Федерации. Демобилизовавшись, вернулся в Невьянск.
В декабре 1993 года Ждановских поступил на службу в органы Министерства внутренних дел Российской Федерации. С отличием окончил Нижнетагильскую специальную среднюю школу милиции, после чего служил в уголовном розыске, был оперуполномоченным затем, старшим оперуполномоченным по борьбе с преступлениями несовершеннолетних уголовного розыска ОВД города Невьянска. При его непосредственном участии было раскрыто значительное количество преступлений. Исключительно положительно характеризовался по службе.
С возобновлением боевых действий на Северном Кавказе в конце 1990-х годов старший лейтенант милиции Ждановских два раза направлялся в командировки в Чеченскую Республику, где участвовал в антитеррористических мероприятиях, борьбе с преступностью. Весной 2001 года он был направлен в третью по счёту командировку в Чечню, входил в одну из оперативно-поисковых групп, действовавших в республиканской столице — городе Грозном. 2 апреля 2001 года эта группа была выдвинута в район перекрёстка улиц Маяковского и Краснознамённой, где, как сообщалось, неизвестными злоумышленниками была обстреляна остановка общественного транспорта и пострадали мирные жители. Об этом в дежурную часть одного из райотделов внутренних дел сообщили очевидцы происшествия.
По пути на место происшествия автомашина «Нива», в которой находились Ждановских и его коллега, оперуполномоченный Невьянского ГОВД Станислав Владимирович Дедюхин, была обстреляна из засады вооружёнными автоматом и пулемётом сепаратистами. В завязавшейся перестрелке старший лейтенант Ждановских получил тяжёлые ранения. Когда противник был вынужден отступить, его товарищи доставили раненого в госпиталь, где, несмотря на усилия врачей, он вскоре скончался.
Указом Президента Российской Федерации старший лейтенант милиции Олег Александрович Ждановских посмертно был удостоен ордена Мужества.

### Семья
Мать — Зайцева Галина Афанасьевна. Был женат, две дочери

## Память
- В честь Ждановских в 2019 году названа улица в городе Невьянске[4].
- Мемориальная доска в память о Ждановских установлена на здании межмуниципального отдела внутренних дел МВД России «Невьянский»[1].
- Мемориальная доска в память о Ждановских установлена на здании Уральского горнозаводского колледжа имени Демидовых[5].